# هایدی سانتاماریا

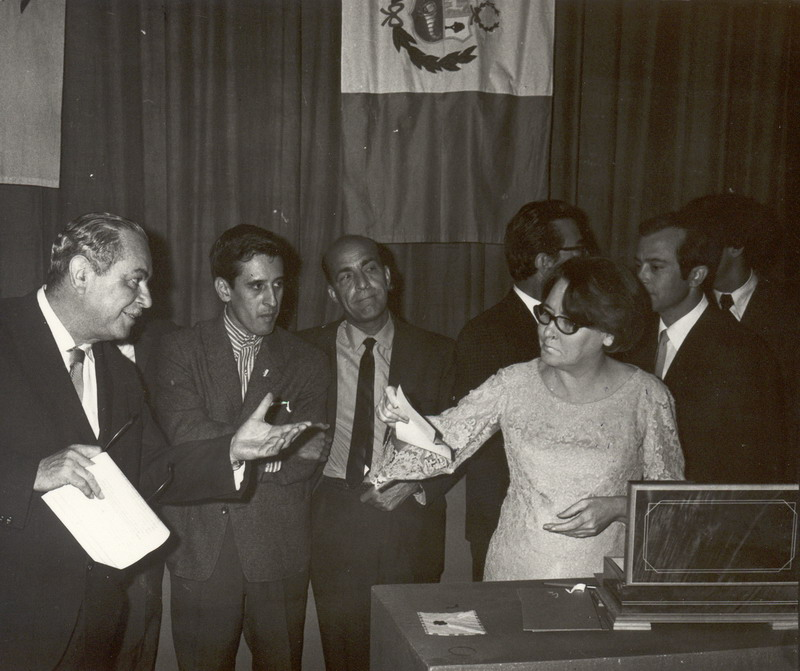
هایدی سانتاماریا در گردهمایی گروه ادبیات کوبا در کاسا لاس آمریکا

هایدی سانتاماریا کوادرادو (به پرتغالی: Haydée Santamaría Cuadrado) (۳۰ دسامبر ۱۹۲۲–۲۸ ژوئیه ۱۹۸۰) یک انقلابی و سیاستمدار کوبایی بود که در کوبا پس از انقلاب به عنوان یک قهرمان قلمداد می‌شد. وی در ۲۶ ژوئیه سال ۱۹۵۳ در حمله به پادگان مونکادا در سانتیاگو دو کوبا شرکت کرد. این اقدامی بود که باعث شد او و ملبا هرناندز دستگیر شده و به زندان بیفتند. او از اعضای مؤسس کمیته مرکزی حزب کمونیست کوبا بود و یکی از اولین زنانی که به این حزب پیوست. وی در طول زندگی از مقام والایی در رهبری برخوردار بود. با شرکت در حمله به پادگان مونکادا، هایده سانتاماریا در میان گروه نسبتاً کوچکی قرار داشت، که در هر مرحله از انقلاب کوبا، از آغاز آن تا به‌ثمر رسیدن آن، شرکت داشته‌اند.

## زندگی
هایده سانتاماریا در ۳۰ دسامبر سال۱۹۲۲ در یک خانواده مهاجر اسپانیایی، خوواکینا کودرادو و هابیل بنوینو سانتاماریا، در انکرایخادا، کوبا، که کارخانه تصفیه شکر کنستانسیا در آن قرار دارد متولد شد. او بزرگ‌ترین در میان پنج فرزند خانواده بود. او و خواهر و برادرهایش آیدا، هابیل، آلدو و آدا در یک خانواده خورده بورژوایی پرورش یافتند که از گالیسیا در اسپانیا به کوبا به منطقه ای که قبلاً به استان لاس ویلاز شناخته می‌شد، مهاجرت کردند. او فقط تا کلاس ششم در مدرسه درس خواند، که البته به دلیل فقر و آداب و رسوم در مورد جنسیت چیز غیرمعمولی نبود. اما او کلاس ششم را ۳–۴ بار قبل از ترک مدرسه تکرار کرد که حاکی از ارزشی بود که خواندن و یادگیری برایش داشت. در مدرسه، او با نویسندگان مهمی آشنا شد که از آن جمله خوزه مارتی چهره مهم ادبیات و سمبل ملی استقلال کوبا بود.
از زمان قدیم افسردگی در خانواده‌اش جاری بود و تا پایان زندگی او را به شدت تحت تأثیر قرار داد. غالباً او روزها را در خواب و در دوره‌های افسردگی سپری می‌کرد. وی سرانجام با آرماندو هارت ازدواج کرد و از او صاحب دو فرزند شد، سلیا هارت نویسنده کوبایی و برادرش ابل هارت. آن‌ها همچنین بسیاری از کودکان را پذیرفتند و آن‌ها را بزرگ کردند.

## انقلاب
بعد از تلاش برای پرستار شدن و مدتی نیز کار کردن به عنوان معلم، هایده سانتاماریا عاقبت توانست چارچوب خانواده محافظه‌کار خود را پشت سر بگذارد و در اوایل دهه ۵۰ به برادرش آبل سانتاماریا در هاوانا بپیوندد. در این زمان و در هاوانا بود که او ملاقات با فرماندهان ابیل را آغاز کرد که بالاترین آنها از جمله فیدل کاسترو بود. هایده سانتاماریا و ملبا هرناندز تنها دو زنی بودند که به‌طور مستقیم در حمله به پادگان‌های مونکادا در تاریخ ۲۵ ژوئیه ۱۹۵۳ شرکت کردند. نقش‌هایی که او در طول، قبل و پس از ۲۶ ژوئیه سال ۱۹۵۳ بر عهده داشت، از جمله تحویل و انتقال اسلحه، کمک در سازماندهی انقلابی جنبش ۲۶ ژوئیه و همچنین کمک به گردهمایی قیام شهری ۳۰ نوامبر ۱۹۵۵ در سانتیاگو د کوبا در کنار فرانک پایس و سلیا سانچز بود.

## درگذشت
پس از دو دهه ازدواج، آرماندو و هایده در نهایت از هم جدا شدند. هایده سانتاماریا در پنجاه و هفت سالگی در خانه‌ای که او و فرزندانش با هم زندگی می‌کردند، در ۲۸ ژوئیه ۱۹۸۰، دو روز پس از بیست و هفتمین سالگرد حمله به پادگان مونکادا خودکشی کرد. واقعیت خودکشی وی در کوبا مشکل‌ساز بود و برخی این را دلیل آن می‌دانند که برای او در میدان پلازا د رولوسیون عزاداری نشد، بلکه بمانند یک شهروند عادی در هاوانا، کوبا تشییع و تدفین شد.